# Firth of Forth
A Firth of Forth (skót gael nyelven Linne Foirthe) az Északi-tenger hosszú, keskeny öble (firth) Kelet-Skóciában, a Forth-folyó torkolata. Déli partján fekszik a skót főváros, Edinburgh. 

## Földrajz és gazdaság
A 77 km hosszú és legnagyobb szélességénél 25 km-es Firth of Forth geológiai szempontból egy fjord, amelyet a jégkorszak idején egy gleccser vájt ki. A római korban Bodotria néven volt ismert. 
Az öböl elválasztja egymástól az északi Fife és a déli Lothian tanácsi területeket.  
Partján több település is fekszik, elsősorban Edinburgh; de emellett a jelentős olajfeldolgozó kapacitással bíró Grangemouth, Leith kereskedelmi kikötője, a régebben fúrótoronygyártásáról ismert Methil, a hajóbontó üzemeiről híres Inverkeithing és a hajógyárral rendelkező Rosyth, és egyéb kisvárosok és falvak. 
Az öblön négy híd ível át:
- a kiindulásánál a 822 méteres Kincardine Bridge
- a 2008-ban átadott, 1200 méter hosszú Clackmannanshire Bridge
- az 1890-ben elkészült, 2467 m hosszú Forth Bridge vasúti híd
- az autóforgalmat bonyolító, 2512 m hosszú Forth Road Bridge

2011-ben kezdték el egy újabb 2700 méteres közúti híd, a Queensferry Crossing építését, elkészülte 2016-ra várható.
2007 júliusában lezajlott egy légpárnás kompszolgálat tesztelése Edinburg és Kirkcaldy között. A tervek szerint évente 870 ezer utast szállított volna, de 2011-re az elképzelést véglegesen törölték.
Az öböl belső részén (a folyótól az utolsó hídig) a dagály ártere a feltöltések miatt mintegy felére csökkent. A feltöltések egy része mezőgazdasági terület nyerése miatt történt de ide helyezték el a Kincardine melletti Longannet szénerőmű salakját is. 
A Firth of Forth különleges tudományos jelentőségű terület. Szigetei egy része, ahol évente 80 ezer tengeri madár költ, védett.

## Szigetei
A Firth of Forthnak tizenkét, kisebb-nagyobb (0,5-40 hektár) szigete van, ma már valamennyi lakatlan. Turisták gyakran látogatják őket, középkori kolostorok, világítótornyok, világháborús partvédelmi erődítések találhatóak rajtuk. A nagyobb szigetek:
- May-sziget – 45 ha. Világítótorony és madármegfigyelő állomás van rajta
- Alloa Inch – 33 ha. Lakatlan farmépületek, természetvédelmi terület
- Inchkeith – 20 ha. Világítótorony
- Fidra – 10 ha. Világítótorony
- Inchcolm – 9 ha. Kolostorrom
- Inchkeith

## Látnivalók az öböl mentén

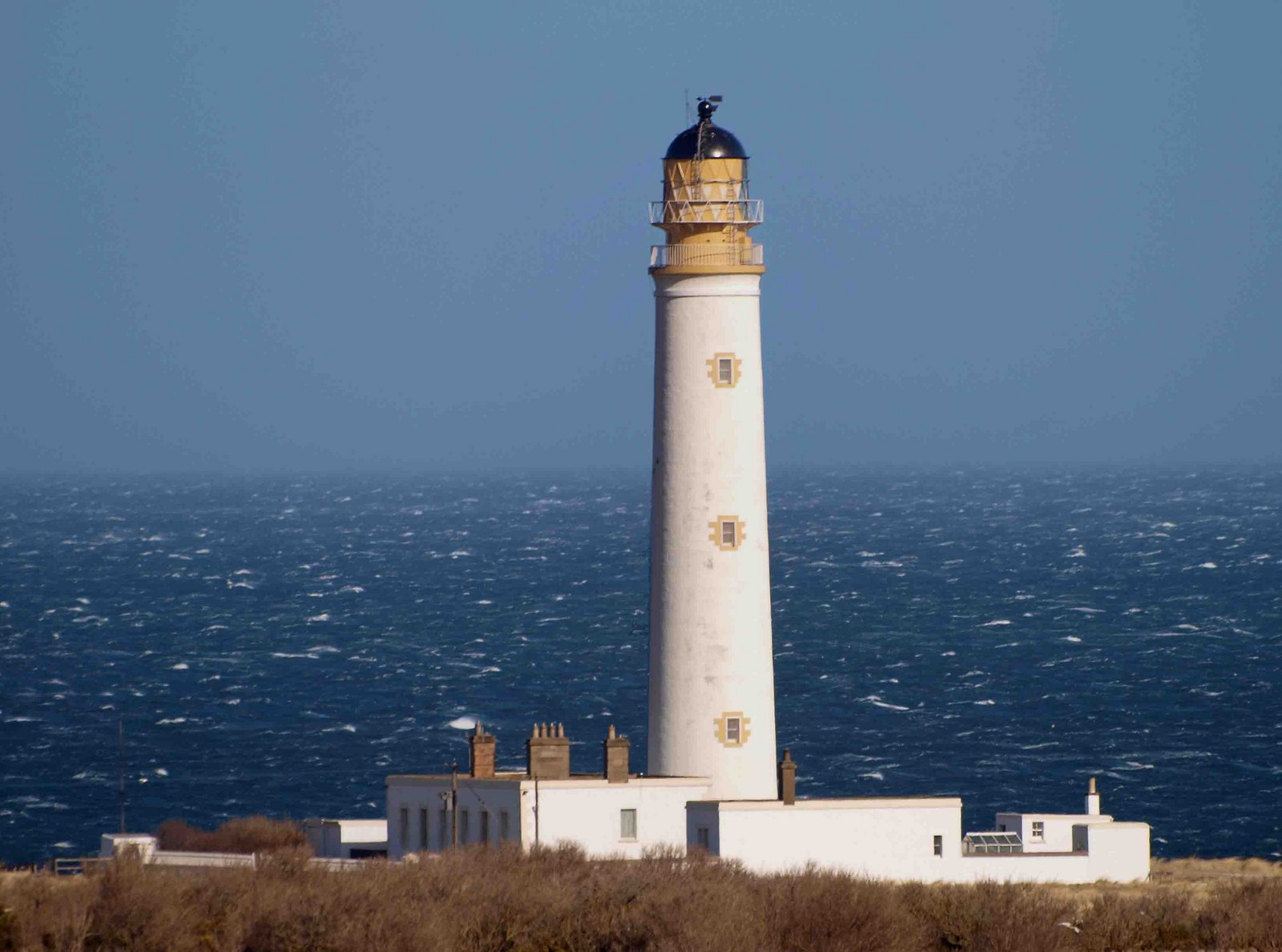
Barns Ness világítótorony
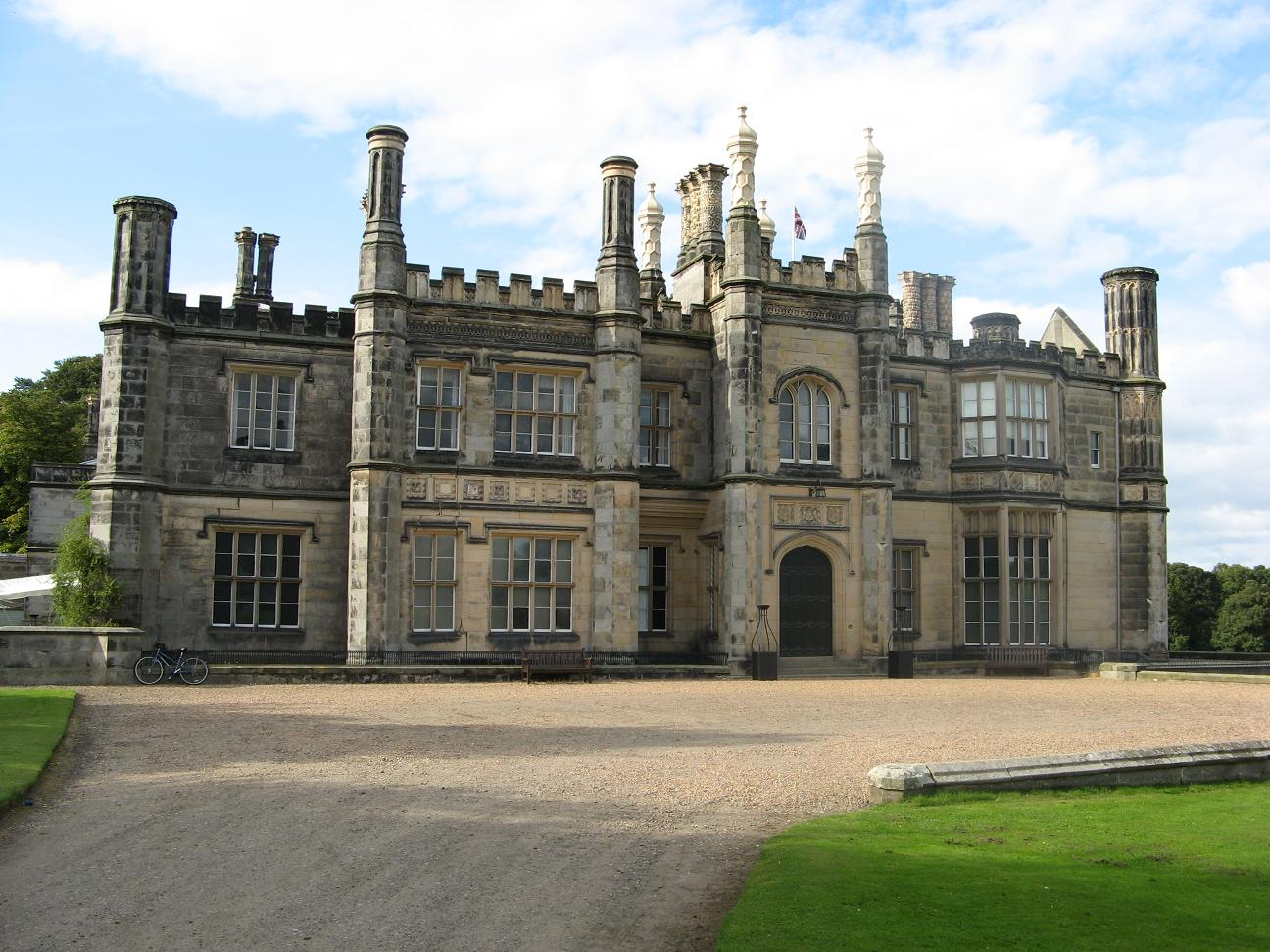
Dalmeny House
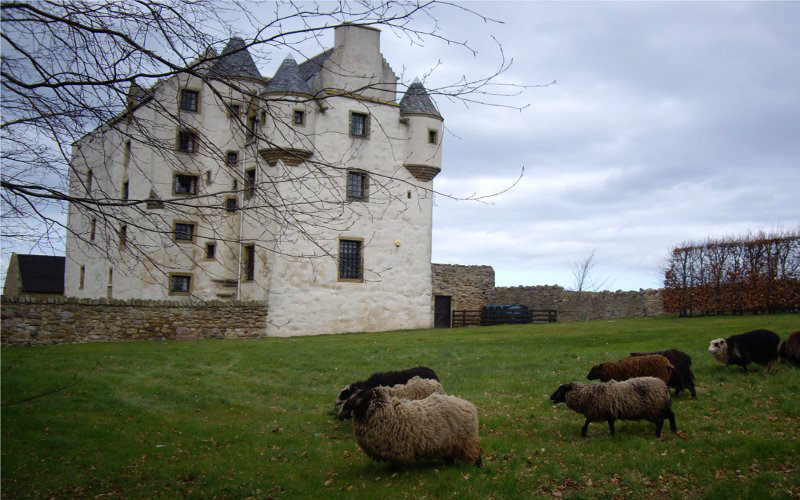
Fa'side Castle
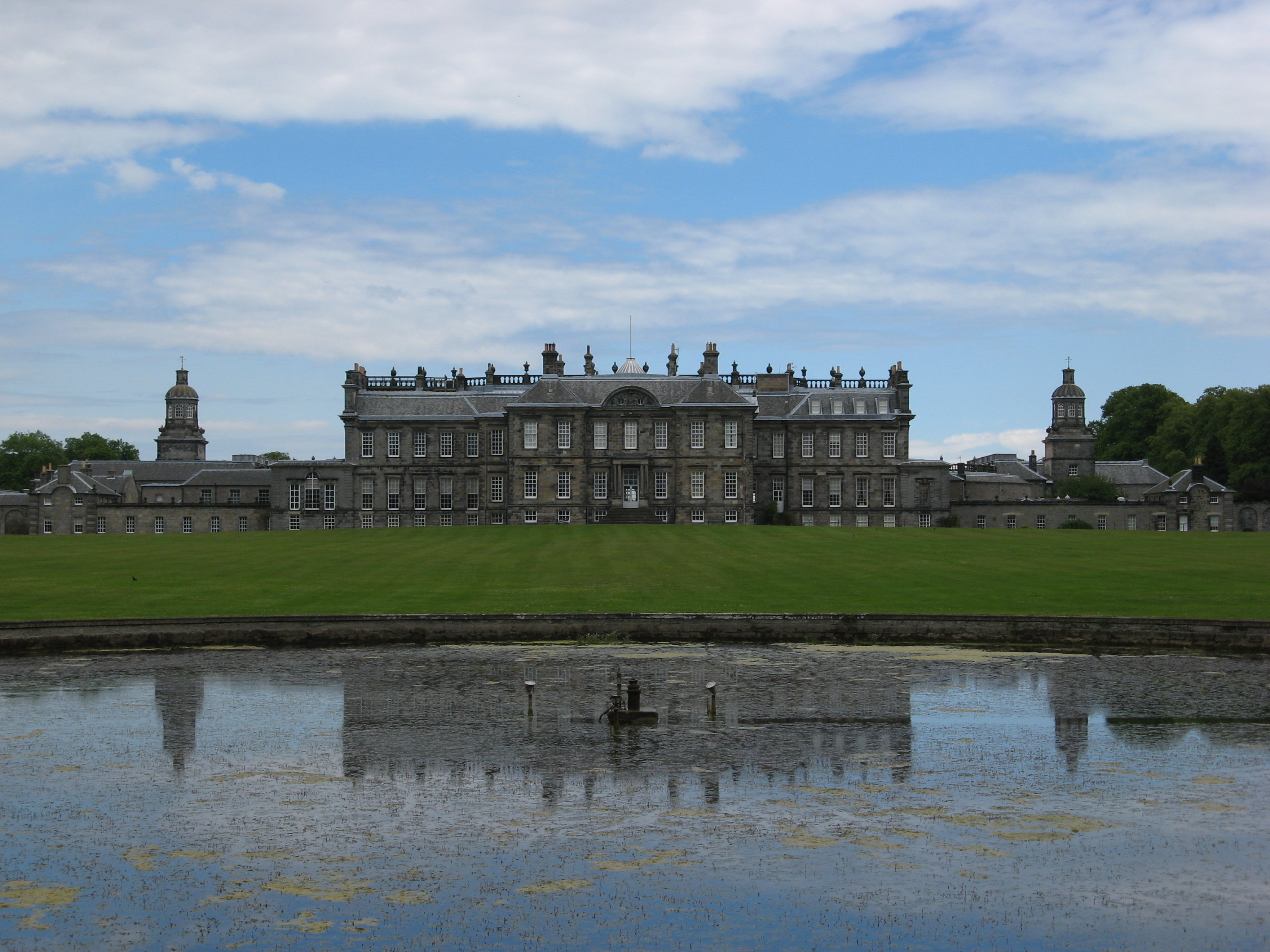
Hopetoun House
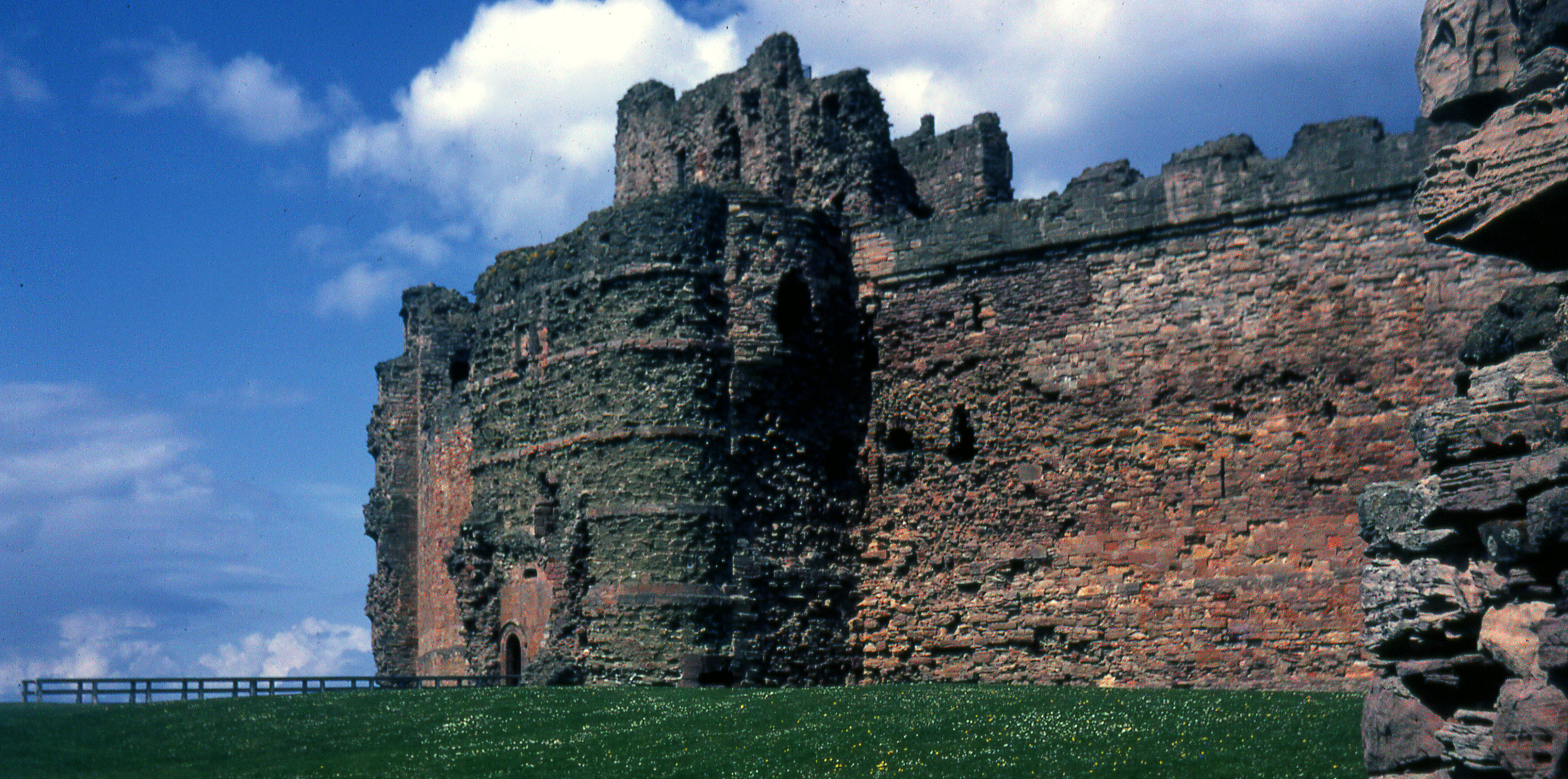
Tantallon vára

## Fordítás
Ez a szócikk részben vagy egészben  a   Firth of Forth című angol Wikipédia-szócikk ezen változatának fordításán alapul.  Az eredeti cikk szerkesztőit annak laptörténete sorolja fel. Ez a jelzés csupán a megfogalmazás eredetét és a szerzői jogokat jelzi, nem szolgál a cikkben szereplő információk forrásmegjelöléseként.